# Копето (Кунео)
Копето је насеље у Италији у округу Кунео, региону Пијемонт.
Према процени из 2011. у насељу је живело 11 становника. Насеље се налази на надморској висини од 919 м.